# Tyrrell 012
Tyrrell 012 — спортивный автомобиль, разработанный конструктором Морисом Филиппом для команды Benetton Tyrrell Team. Автомобиль дебютировал в сезоне 1983 года, использовался в течение всего сезона 1984 года и провел несколько гонок в 1985.

## История
Шасси 012 стало первым в истории команды, сделанным из углеродного волокна (фиброкарбона). Обычный атмосферный двигатель Ford Cosworth DFV не позволял команде на равных бороться с автомобилями топ-команд, оснащенными мощными турбодвигателями.

## Результаты в гонках
| Год  | Команда                     | Двигатель                         | Шины | Пилоты    | 1    | 2    | 3    | 4   | 5    | 6    | 7    | 8    | 9    | 10   | 11   | 12  | 13   | 14   | 15   | 16  | Место | Очки |
| ---- | --------------------------- | --------------------------------- | ---- | --------- | ---- | ---- | ---- | --- | ---- | ---- | ---- | ---- | ---- | ---- | ---- | --- | ---- | ---- | ---- | --- | ----- | ---- |
| 1983 | Benetton Team Tyrrell       | Ford Cosworth DFV / DFY 3,0 л, V8 | G    |           | БРА  | СШЗ  | ФРА  | САН | МОН  | БЕЛ  | ДЕТ  | КАН  | ВЕЛ  | ГЕР  | АВТ  | НИД | ИТА  | ЕВР  | ЮАР  |     | 7     | 12   |
| 1983 | Benetton Team Tyrrell       | Ford Cosworth DFV / DFY 3,0 л, V8 | G    | Альборето |      |      |      |     |      |      |      |      |      |      | Сход | 6   | Сход | Сход | Сход |     | 7     | 12   |
| 1983 | Benetton Team Tyrrell       | Ford Cosworth DFV / DFY 3,0 л, V8 | G    | Салливан  |      |      |      |     |      |      |      |      |      |      |      |     |      | Сход | 7    |     | 7     | 12   |
| 1984 | Tyrrell Racing Organisation | Ford Cosworth DFY 3,0 л, V8       | G    |           | БРА  | ЮАР  | БЕЛ  | САН | ФРА  | МОН  | КАН  | ДЕТ  | ДАЛ  | ВЕЛ  | ГЕР  | АВТ | НИД  | ИТА  | ЕВР  | ПОР | -     | ДСК  |
| 1984 | Tyrrell Racing Organisation | Ford Cosworth DFY 3,0 л, V8       | G    | Брандл    | ДСК  | ДСК  | Сход | ДСК | ДСК  | НКВ  | ДСК  | ДСК  | НКВ  |      |      |     |      |      |      |     | -     | ДСК  |
| 1984 | Tyrrell Racing Organisation | Ford Cosworth DFY 3,0 л, V8       | G    | Йоханссон |      |      |      |     |      |      |      |      |      | Сход | ДСК  | НКВ | ДСК  |      |      |     | -     | ДСК  |
| 1984 | Tyrrell Racing Organisation | Ford Cosworth DFY 3,0 л, V8       | G    | Беллоф    | Сход | Сход | ДСК  | ДСК | Сход | ДСК  | Сход | Сход | Сход | ДСК  |      | ИСК | ДСК  |      |      |     | -     | ДСК  |
| 1984 | Tyrrell Racing Organisation | Ford Cosworth DFY 3,0 л, V8       | G    | Такуэлл   |      |      |      |     |      |      |      |      |      |      | НКВ  |     |      |      |      |     | -     | ДСК  |
| 1985 | Tyrrell Racing Organisation | Ford Cosworth DFY 3,0 л, V8       | G    |           | БРА  | ПОР  | САН  | МОН | КАН  | ДЕТ  | ФРА  | ВЕЛ  | ГЕР  | АВТ  | НИД  | ИТА | БЕЛ  | ЕВР  | ЮАР  | АВС | 9     | 4    |
| 1985 | Tyrrell Racing Organisation | Ford Cosworth DFY 3,0 л, V8       | G    | Брандл    | 8    | Сход | 9    | 10  | 12   | Сход |      |      | 10   | НКВ  |      |     |      |      |      |     | 9     | 4    |
| 1985 | Tyrrell Racing Organisation | Ford Cosworth DFY 3,0 л, V8       | G    | Йоханссон | 7    |      |      |     |      |      |      |      |      |      |      |     |      |      |      |     | 9     | 4    |
| 1985 | Tyrrell Racing Organisation | Ford Cosworth DFY 3,0 л, V8       | G    | Беллоф    |      | 6    | Сход | НКВ | 11   | 4    | 13   | 11   |      |      |      |     |      |      |      |     | 9     | 4    |

| Легенда к таблице |                                                                    |
| --- | ------------------------------------------------------------------ |
| В таблице перечислены результаты всех Гран-при Формулы-1, в которых использовался автомобиль. Строками таблицы являются сезоны, столбцами — этапы чемпионата мира. В каждой клетке указаны сокращённое название этапа и результат, дополнительно обозначенный цветом. Расшифровка обозначений и цветов представлена в нижеследующей таблице. |                                                                    |
| \| Пример \| Описание \| \| ------------ \| ------------------------------------------------------------------ \| \| 1 \| Победитель \| \| 2 \| Второе место \| \| 3 \| Третье место \| \| 5 \| Финишировал, заработав очки \| \| Сход \| Не финишировал, но при этом заработал очки \| \| 12 \| Финишировал, не получив очков \| \| НКЛ \| Финишировал, но не попал в финальную классификацию \| \| 15 \| Участвовал вне зачёта, либо по отдельной классификации \| \| 18 \| Не финишировал, но попал в финальную классификацию \| \| Сход \| Не финишировал \| \| НКВ \| Не прошёл квалификацию \| \| НПКВ \| Не прошёл предквалификацию \| \| ДСК \| Дисквалифицирован \| \| ИСК \| Исключён из протокола соревнований \| \| ТТ \| Заявлен для участия только в тренировках \| \| НС \| Участвовал в квалификации, но не стартовал в гонке \| \| Т \| Травмирован или болен \| \| ОТК \| Отказ от участия \| \| НТР \| Прибыл на соревнования, но на трассу не выезжал \| \| НПР \| Был заявлен в числе участников, но не прибыл к началу соревнований \| \| О \| Соревнования отменены \| \| \| Не участвовал \| \| Поул-позиция \| \| \| Быстрый круг \| \| |                                                                    |
| Пример | Описание                                                           |
| 1 | Победитель                                                         |
| 2 | Второе место                                                       |
| 3 | Третье место                                                       |
| 5 | Финишировал, заработав очки                                        |
| Сход | Не финишировал, но при этом заработал очки                         |
| 12 | Финишировал, не получив очков                                      |
| НКЛ | Финишировал, но не попал в финальную классификацию                 |
| 15 | Участвовал вне зачёта, либо по отдельной классификации             |
| 18 | Не финишировал, но попал в финальную классификацию                 |
| Сход | Не финишировал                                                     |
| НКВ | Не прошёл квалификацию                                             |
| НПКВ | Не прошёл предквалификацию                                         |
| ДСК | Дисквалифицирован                                                  |
| ИСК | Исключён из протокола соревнований                                 |
| ТТ | Заявлен для участия только в тренировках                           |
| НС | Участвовал в квалификации, но не стартовал в гонке                 |
| Т | Травмирован или болен                                              |
| ОТК | Отказ от участия                                                   |
| НТР | Прибыл на соревнования, но на трассу не выезжал                    |
| НПР | Был заявлен в числе участников, но не прибыл к началу соревнований |
| О | Соревнования отменены                                              |
| | Не участвовал                                                      |
| Поул-позиция |                                                                    |
| Быстрый круг |                                                                    |